# The Pope's Exorcist
The Pope's Exorcist (en català L'exorcista del Papa) és una pel·lícula de terror sobrenatural de 2023 dirigida per Julius Avery a partir d'un guió de Michael Petroni i Evan Spiliotopoulos, basada en el llibre de 1990 An Exorcist Tells His Story i el llibre de 1992 An Exorcist: More Stories del pare Gabriele Amorth. La pel·lícula és protagonitzada per Russell Crowe com a Amorth, amb Daniel Zovatto, Alex Essoe i Franco Nero en papers secundaris.
La producció va començar el 2020 quan Screen Gems va comprar els drets de la història d'Amorth. Després d'una substitució de la direcció i revisions del guió, el rodatge es va produir a Irlanda d'agost a octubre de 2022.
The Pope's Exorcist s'estrenà a diversos països a partir del 5 d'abril de 2023 i als Estats Units el 14 d'abril. La pel·lícula va rebre crítiques diverses de la crítica i va recaptar 76 milions de dòlars a tot el món. Ha estat subtitulada al català.

## Sinopsi
Pel·lícula sobre Gabriele Amorth, un sacerdot que va exercir com a exorcista principal del Vaticà, realitzant més de cent mil exorcismes al llarg de la seva vida. Amorth va escriure dos llibres de memòries on va detallar les seves experiències lluitant contra Satanàs.

## Repartiment
- Russell Crowe com a pare Gabriele Amorth[4]
- Daniel Zovatto com a pare Esquibel[4]
- Alex Essoe com a Julia Vasquez[4]
- Franco Nero com el Papa[4]
- Peter DeSouza-Feighoney com a Henry Vasquez[4]
- Laurel Marsden com a Amy Vasquez[4]
- Cornell John com a bisbe Lumumba[5]
- Ryan O'Grady com a cardinal Sullivan
- Ralph Ineson com a veu d'Asmodeus[6]